# Торгар (округ)
Торгар (урду ضلع تورغر‎, англ. Torghar District, пушту تور غر ولسوالۍ‎, букв. «Чёрная гора»; ранее Кала-Дака) — один из 25 округов пакистанской провинции Хайбер-Пахтунхва. 28 января 2011 года округ был создан указом президента Асифа Зардари.

## Географическое положение
Торгар граничит с округами Бунер, Маншехра и Баттаграм.

## История
Здесь проживает группа пуштунских воинственных племён, которые воевали против солдат Британской империи в 19 веке..
До 2011 года Кала-Дака был техсилом в округе Маншехра.

## Демография
| Племена     | Численность           |
| Мада-Кхел   | приблизительно 24 000 |
| Хассанзай   | приблизительно 35 000 |
| Аказай      | приблизительно 35 000 |
| Нусрат-Кхел | приблизительно 12 000 |
| Баси-Кхел   | приблизительно 85 000 |

Общая численность пяти крупнейших племён = 185 000 человек.